# Миле Кекин
Милан Миле Кекин (Бретен, 11. јануар 1971) хрватски је музичар. Певач је групе Хладно пиво. Остварио је и неколико споредних улога у тв серијама и филмовима.

## Биографија
Миле Кекин рођен је у Немачкој одакле се преселио у БиХ, у Тузлу, где је завршио седми и осми разред основне школе. Након смрти оца, са породицом се преселио у Загреб.
Професор је немачког и енглеског језика.
У Загребу је оформио панк рок састав Хладно пиво заједно са осталим члановима који су, као и Кекин, сви из предграђа Гајнице као и њихов први продуцент Александар Драгаш. 
Године 2001. објавио је самостални албум У два ока заједно са другим музичарима под називом Миле и Путници. У овом пројекту учествовали су Владимир Мирчета на гитари, Марио Рашић на басу, Кристијан Зебић на бубњу и Виктор Липић на клавијатурама.
Миле Кекин глумио је у хрватској серији Битанге и принцезе еротомана Сашу, као и у епизоди серије Закон!, као возач комбија. Наступио је и у филмовима Макс Шмелинг, Вјерујем у анђеле, Није крај, Та твоја рука мала и у филму Пјевајте нешто љубавно названом по истоименој песми Хладног пива.

## Улоге
| Год.       | Назив                  | Улога         |
| ---------- | ---------------------- | ------------- |
| 2007.      | Пјевајте нешто љубавно | власник клуба |
| 2005—2010. | Битанге и принцезе     | еротоман Саша |
| 2025.      | Државни посао          | Миле          |